# 亲密治疗
《性福療程》（英語：The Sessions）是一部2012年美国独立剧情片，由本·列文编剧执导。根据美国诗人马克·奥·布莱恩所写的一篇文章改编而成，讲述他的初次性经验。约翰·哈克斯和海伦·亨特分别扮演O'Brien与性治疗师Cheryl Cohen-Greene。
影片首先在2012年圣丹斯电影节上首映，并赢得了观众奖和整体演出评审团奖。本片获得很高的口碑，尤其是两位男女演员的演出，海伦·亨特在片中有全裸演出，她获提名奥斯卡最佳女配角奖。

## 剧情
主题是讲述身障者的性爱问题。
马克·奥·布莱恩自小就患上了小儿麻痹，他一直靠着一个人工呼吸器和所雇佣的保姆的照顾而生活。大学毕业后到现在，他已经是一个36岁的诗人兼记者。由于自身身体的原因，他一直是一个处男。这时他决定要结束自己的处男身份，于是在情感治疗师和牧师的监护下，他联系到了一个专业的性治疗师，开始踏上了自己成为真正男人身份的重要一步。

## 角色
- 约翰·哈克斯 - 马克·奥·布莱恩
- 海伦·亨特 - Cheryl Cohen-Greene，性治疗师，通过她与Mark的几次亲密治疗，让Mark对个人的性爱能力有了信心。
- 威廉姆·H·梅西 - 牧师 Brendan
- 穆恩·布拉得古德 - Vera，Mark雇佣的帮佣。
- Annika Marks - Amanda
- W. Earl Brown - Rod
- Blake Lindsley - Laura White
- Adam Arkin - Josh
- Robin Weigert - Susan
- Rusty Schwimmer - Joan
- 雷娅·珀尔曼 - Mikvah Lady

## 奖项
| 奖项                   | 日期          | 类别                                                 | 提名人      | 结果 |
| ---------------------- | ------------- | ---------------------------------------------------- | ----------- | ---- |
| 圣丹斯电影节           | 2012年1月28日 | Audience Award: U.S. Dramatic                        | —           | 獲獎 |
| 圣丹斯电影节           | 2012年1月28日 | U.S. Dramatic Special Jury Prize for Ensemble Acting | 全体演员    | 獲獎 |
| 聖塞瓦斯蒂安國際電影節 | 2012年9月29日 | Audience Award                                       | —           | 獲獎 |
| AACTA Awards           | 2013年1月     | 最佳国际导演                                         | 本·列文     | 提名 |
| AACTA Awards           | 2013年1月     | 最佳国际男演员                                       | John Hawkes | 提名 |
| 第85届奥斯卡金像奖     | 2013年2月24日 | 最佳女配角                                           | Helen Hunt  | 提名 |
| 第70届金球奖           | 2013年1月13日 | 最佳剧情类男主角                                     | John Hawkes | 提名 |
| 第70届金球奖           | 2013年1月13日 | 最佳女配角                                           | Helen Hunt  | 提名 |
| 第19届美国演员工会奖   | 2013年1月27日 | 最佳男主角                                           | John Hawkes | 提名 |
| 第19届美国演员工会奖   | 2013年1月27日 | 最佳女配角                                           | Helen Hunt  | 提名 |
| 独立精神奖             | 2013年2月23日 | 最佳男主角                                           | John Hawkes | 獲獎 |
| 独立精神奖             | 2013年2月23日 | 最佳女配角                                           | Helen Hunt  | 獲獎 |